# Acarichthys heckelii
Acarichthys heckelii és una espècie de peix de la família dels cíclids i de l'ordre dels perciformes.

## Morfologia
Els mascles poden assolir 13,4 cm de longitud total.

## Hàbitat
Viu en zones de clima tropical entre 23 °C - 26 °C de temperatura.
Es troba a les conques del riu Amazones al Perú, Colòmbia i Brasil (incloent-hi sectors dels rius Putumayo, Trombetas, Negro i Xingu); del Tocantins; del Capim; del Branco (Brasil i Guaiana) i de l'Essequibo a Guaiana.